# Neostylopyga propinqua
Neostylopyga propinqua är en kackerlacksart som först beskrevs av Robert Walter Campbell Shelford 1910.  Neostylopyga propinqua ingår i släktet Neostylopyga och familjen storkackerlackor. Inga underarter finns listade i Catalogue of Life.